# Tontelea miersii
Tontelea miersii là một loài thực vật có hoa trong họ Dây gối. Loài này được (Peyr.) A.C. Sm. miêu tả khoa học đầu tiên năm 1940.